# Mats Ericson
Mats Ericson (* 20. September 1964 in Stockholm) ist ein ehemaliger schwedischer Skirennläufer.
Anfang der 1990er Jahre gehörte er im Slalom zur erweiterten Weltspitze. In seiner Weltcupkarriere erreichte er neun Top-10-Ergebnisse. Sein bestes Resultat war ein 4. Platz in Kranjska Gora (Slowenien) im Dezember 1992.
Bei den Olympischen Winterspielen 1992 in Albertville erreichte er einen 14. Platz, 2 Jahre später bei den Olympischen Winterspielen 1994 in Lillehammer klassierte er sich auf dem 13. Rang. Seine Karriere beendete er im Jahr 1995.